# الأفنيوز (الكويت)
يعتبر مجمع الأڤنيوز مول (بالإنجليزية: The Avenues)‏ أكبر مجمع ومركز تسوق تجاري في الكويت. يقع المجمع في منطقة الري الصناعية على امتداد طريق الدائري الخامس من جهة الجنوب وطريق الغزالي السريع من الشرق. في عام 2013 فاز بالجائزة الذهبية لـ «أفضل مركز تسوق 2013» في منطقة الشرق الأوسط وشمال أفريقيا.
افتتح الأڤنيوز في أبريل 2007 تحت رعاية وحضور حضرة صاحب السمو أمير البلاد الشيخ صباح الأحمد الجابر الصباح. حيث تزد تجربة التسوق في الأڤنيوز بإضافة بعد جديد لأكبر تجمع للتسوق والترفيه والذي يعد أيضًا أحد أكبر المجمعات التجارية على مستوى المنطقة. حيث يحتضن الأڤنيوز سلسلة من أشهر العلامات التجارية العالمية والمحلية الموزعة على سبعة مناطق وهي منطقة فرست أڤنيو، سكند أڤنيو، غراند أڤنيو، برستيج، سوكو، المول والسوق.
كما يتميز الأڤنيوز بتصميم عمراني خلاب يجمع عدد من المدارس العمرانية المتنوعة، ويمنح كل منطقة هوية خاصة والمستوحاة من أعرق المدن في العالم مما يجعل من تجربة التسوق في الأڤنيوز تجربة فريدة لكل متسوق وزائر. ويتميز الأڤنيوز بمزيج من العلامات التجارية المتنوعة من أشهر دور الأزياء العالمية والمطاعم والترفيه تمتد على مساحة تأجيرية تبلغ حوالي 270 الف متر مربع، ويتضمن أكثر من 800 محل تجاري، ومواقف سيارات تسع لحوالي 10000 سيارة.

## المشروع
يتكون المشروع من أربع مراحل. تم الانتهاء من المرحلتين الأولى والثانية في 2007 و2008 على التوالي، وتم الانتهاء من المرحلة الثالثة في أواخر 2012، وتم الانتهاء من المرحلة الرابعة والأخيرة في مارس 2018 وبمساحة إجمالية 900 ألف متر مربع. وسوف يضم المشروع بشكله النهائي: مجمع تجاري ضخم، فندق أربعة نجوم وفندق خمسة نجوم، قاعة مؤتمرات، مكاتب، مسرح وسينما. وتبلغ إيراداته السنوية 30 مليون دينار أي 100 مليون دولار

### الناحية الأمنية
ومن الناحية الأمنية، فالمجمع يحتوي على نقطة شرطة تعمل من أول افتتاح المجمع وحتى إغلاقه، ويجد به أيضًا 950 كاميرا مراقبة على مدار الساعة وبكل مكان بالمبنى بما فيه السرداب، ويوجد به 350 حارس وحارسة لحفظ الأمن.

### التصميم المعماري
يعتبر التصميم المعماري للمجمع من أجمل التصاميم المعمارية والهندسية في دولة الكويت، حيث يمتاز شكله الخارجي بطرازه الحديث كما تحيطه النوافير المائية من كل جانب، كما يمتاز تصميمه الداخلي بالمساحات الواسعة والنوافير الكثيرة والمتفرقة في أنحاء المجمع.
تعتبر شركة NORR للاستشارات الدولية هي الشركة التي استوحت فكرة التصميم وبلورتها. كما قامت شركة المباني (المملوكة من قبل أسرة الشايع وعدد من الشركات ورجال الأعمال) بالإشراف الكامل على تنفيذ المجمع التجاري وتعتبر المالك الرسمي للمشروع أيضًا.

## المجمع التجاري

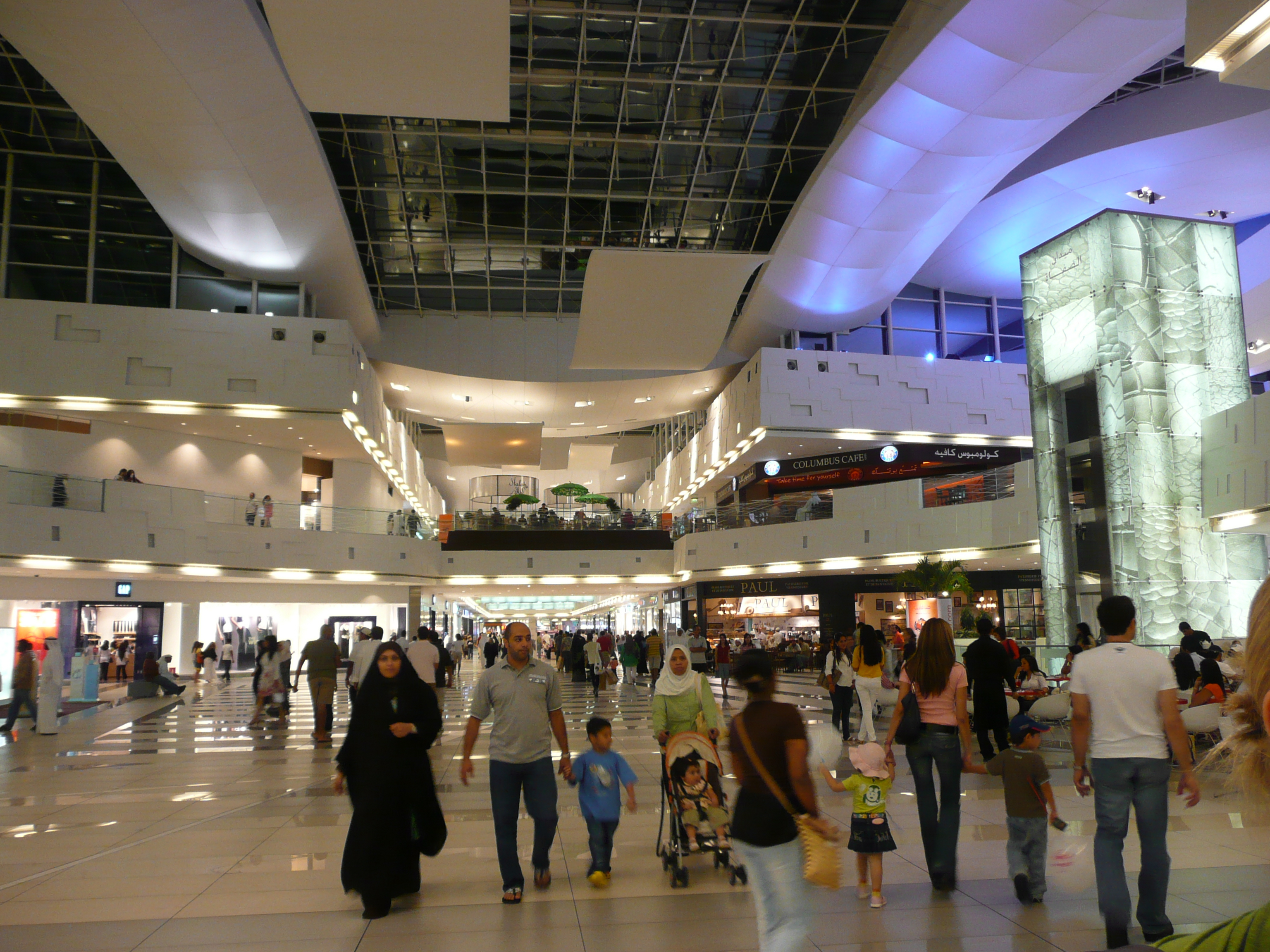
مجمع الأفنيوز من الداخل

### فرست أڤنيو
افتتحت منطقة «فرست أڤنيو» عام 2007 والذي تمتد على مساحة 170 ألف متر مربع وعلى ارتفاع طابقين أيضا، حيث تحتوي على 200 متجر من أشهر الماركات العالمية، فضلاً عن نخبة المطاعم والمقاهي الداخلية والخارجية، كما تضم أحد أشهر المتاجر العالمية «إيكيا» وهو الاسم الرائد في عالم الأثاث، فضلاً عن وجود 11 صالة سينما التابعة لسينسكيب من ضمنها سينما لكبار الشخصيات.

### سكند أڤنيو
افتتحت منطقة «سكند أڤنيو» عام 2008، حيث تضم أكثر من 200 متجر للماركات الفاخرة والمتوسطة، فضلاً عن العديد من المطاعم والمقاهي العالمية كذلك مراكز التسلية والترفيه لتعكس بلك الكثير من المرح والرخاء والرفاهية. كما تحتضن منطقة «سكند أڤنيو» على واحدة من سلسلة مراكز الهايبرماركت الفرنسية العالمية الشهيرة، كارفور، والتي تصل إلى الكويت لأول مرة وبنموذج الهايبر ماركت الضخم لتحقق بذلك كل رغبات الزوار لكافة السلع والمنتجات وبأسعار تنافسية أيضا وتحت سقف واحد.

### غراند أڤنيو

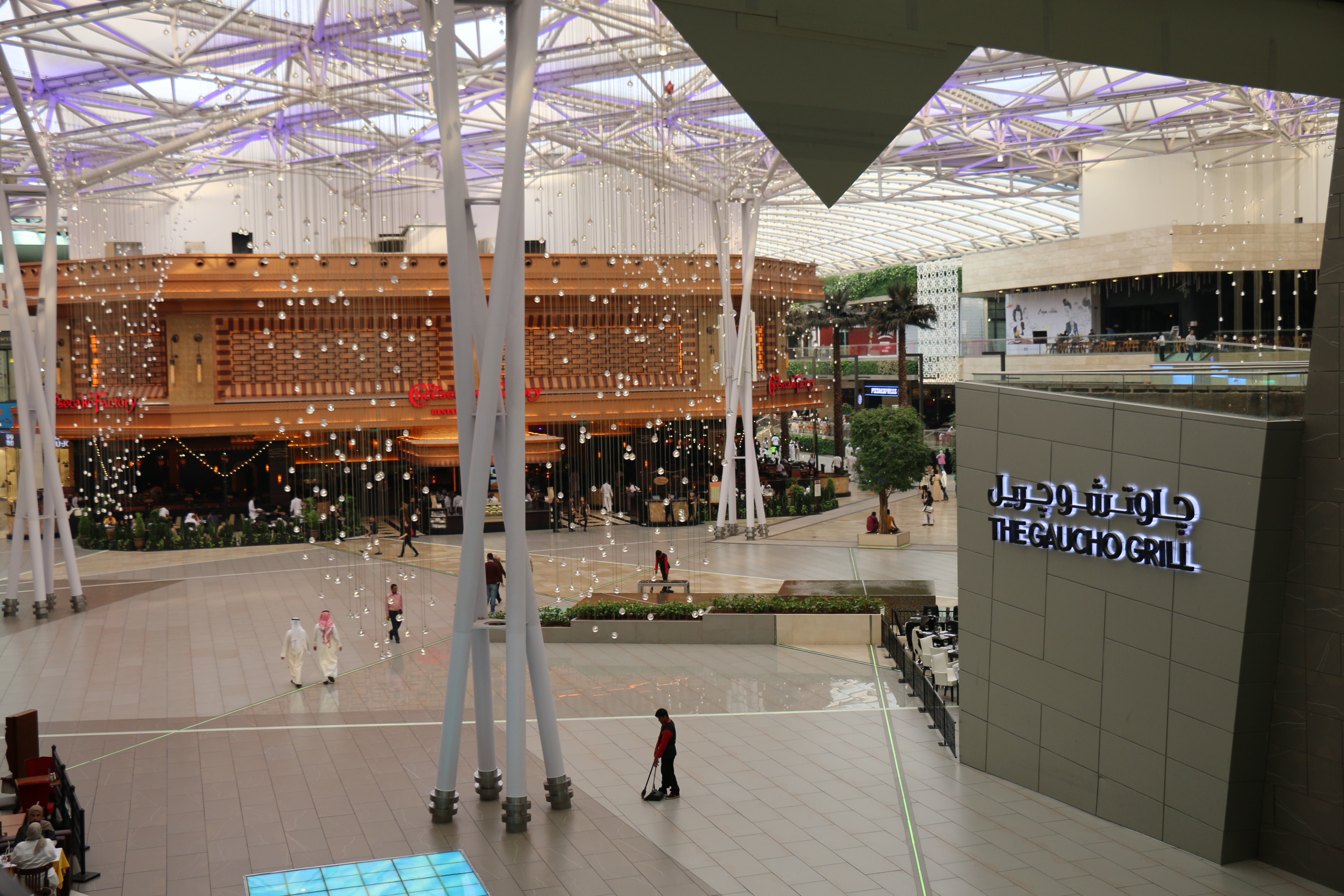
غراند أفنيو

منطقة «غراند أڤنيو»، إحدى مناطق «الأڤنيوز» الجديدة وهي المرحلة الثالثة لمجمع الأفنيوز والتي تم افتتاحها في أواخر عام 2012. تقدم لزوارها تجربة فريدة يعيشون من خلالها في أجواء شبيهة بالسير في أحد شوارع التسوق الكبيرة، مثل شارع «شانزليزيه»، كذلك شارع «أكسفورد» الشهير حيث تمتد المنطقة بطول تصل إلى 500 مترا وبعرض طوله 22 مترا، فضلا عن الساحات الفسيحة على قطر قدره 30 مترا، والمزينة بأشجار النخيل على جانبي الطريق تحت سقف مغطى بمادة ETFE ضد حرارة الطقس الشديد كذلك لتتيح بإضاءة النور الخارجي للمنطقة. كما تحتضن منطقة «غراند أڤنيو» أشهر العلامات التجارية التي يصل البعض منها لأول مرة إلى الشرق الأوسط كذلك نخبة المطاعم والمقاهي أيضا.

### برستيج
منطقة «برستيج» إحدى مناطق «الأڤنيوز» الجديدة، تعتبر البُعد الجديد للتسوق الراقي، حيث تلتقي الأناقة والذوق والفخامة مع نخبة من أفخم دور الأزياء العالمية كذلك المطاعم والمقاهي المتميزة والتي يبلغ عددها 48 علامة تجارية من بينها 12 من أكبر الفروع على مستوى الشرق الأوسط في أجواء صممت بدقة وعناية لتحاكي تجربة التسوق الأرقى على الإطلاق ولتؤمن أيضاً الراحة والخصوصية للرواد تحت سقف واحد في موقع فريد ومتميز يطل على طريق الشيخ زايد بن سلطان آل نهيان.

### المول
تتميز منطقة «المول» باحتضانها سلسلة من العلامات التجارية العالمية المتنوعة التي يصل البعض منها للمرة الأولى إلى الشرق الأوسط، كذلك نخبة المطاعم والمقاهي الموزعة في مواقع «المول» المختلفة وعلى ارتفاع طابقين أسهمت في استكمال تجربة التسوق للزوار.
ويتضمن «المول» أيضاً «ركن المجوهرات» الذي تم افتتاحه مؤخراً لعشاق الذهب والمجوهرات والأحجار الكريمة، كذلك مدينة «كيدزانيا الكويت» الأسم الرائد في عالم ترفيه الأطفال وتعليمهم بأساليب مبتكرة. كما يتضمن في ركن بازار الكائن في السرداب الأول من منطقة «المول» أكبر متجرين لمجموعة «لاندمارك» الرائدة في قطاع التجزئة والضيافة في المنطقة، هما «سنتربوينت» و«هوم سنتر».

### السوق
افتتحت مؤخراً منطقة «السوق» وهي إحدى مناطق «الأڤنيوز» الجديدة التي تتميز بروح مختلفة عن بقية المناطق وتضفي طابعاً ومفهوماً جديداً في عالم التسوق. صممت منطقة «السوق» لتجسد روح أسواق الكويت القديمة بتصميمها المميز، من خلال مبانيها وممراتها وأبوابها وأسقفها الخشبية التي تعكس العراقة والبساطة أيضا. وتقدم منطقة «السوق» لرواد وزوار الأڤنيوز مزيج من المنتجات والبضائع الكويتية التقليدية كالبهارات، والتمور، والأقمشة، والتحف والهدايا والعطور، بالإضافة إلى العديد من المقاهي والمطاعم التي تقدم أشهى وألذ المأكولات الكويتية.

### سوكو
صممت منطقة «سوكو» وهي اختصار لجنوب الكويت ضمن مناطق«الأفنيوز» الجديدة لتعبر بذلك عن أفكار الشباب ومتطلباتهم العصرية، حيث تستوحي فكرة تصميم منطقة «سوكو» نسبة إلى حي «سوهو» البوهيمي الشهير في مدينة نيويورك. وتعتبر منطقة «سوكو» الجديدة، والتي تقع على شارعين وبارتفاع طابقين، نموذجاً للتسوق الحديث وتختص بجميع العلامات التجارية الرائدة لفئة الشباب، محتضنة بذلك مزيج من الأزياء عصرية، الملابس والمستلزمات الرياضية، الألكترونيات وصالة للفنون التشكيلية، بالإضافة إلى أشهر المطاعم والمقاهي العالمية والمحلية أيضا.

## أشهر المحلات
يضم المجمع التجاري سلسلة ضخمة من المحلات والماركات العالمية، المطاعم والكافيهات، المتاجر والأسواق، مراكز ترفيهية وصالات سينما. كما يضم المجمع 11 قاعة سينمائية منها اثنين نوع VIP تابعة لشركة السينما الكويتية الوطنية (سينسكيب)، تقع بالقرب من ايكيا. وفي ما يلي قائمة بأهم المحلات التي يضمها المركز التجاري:

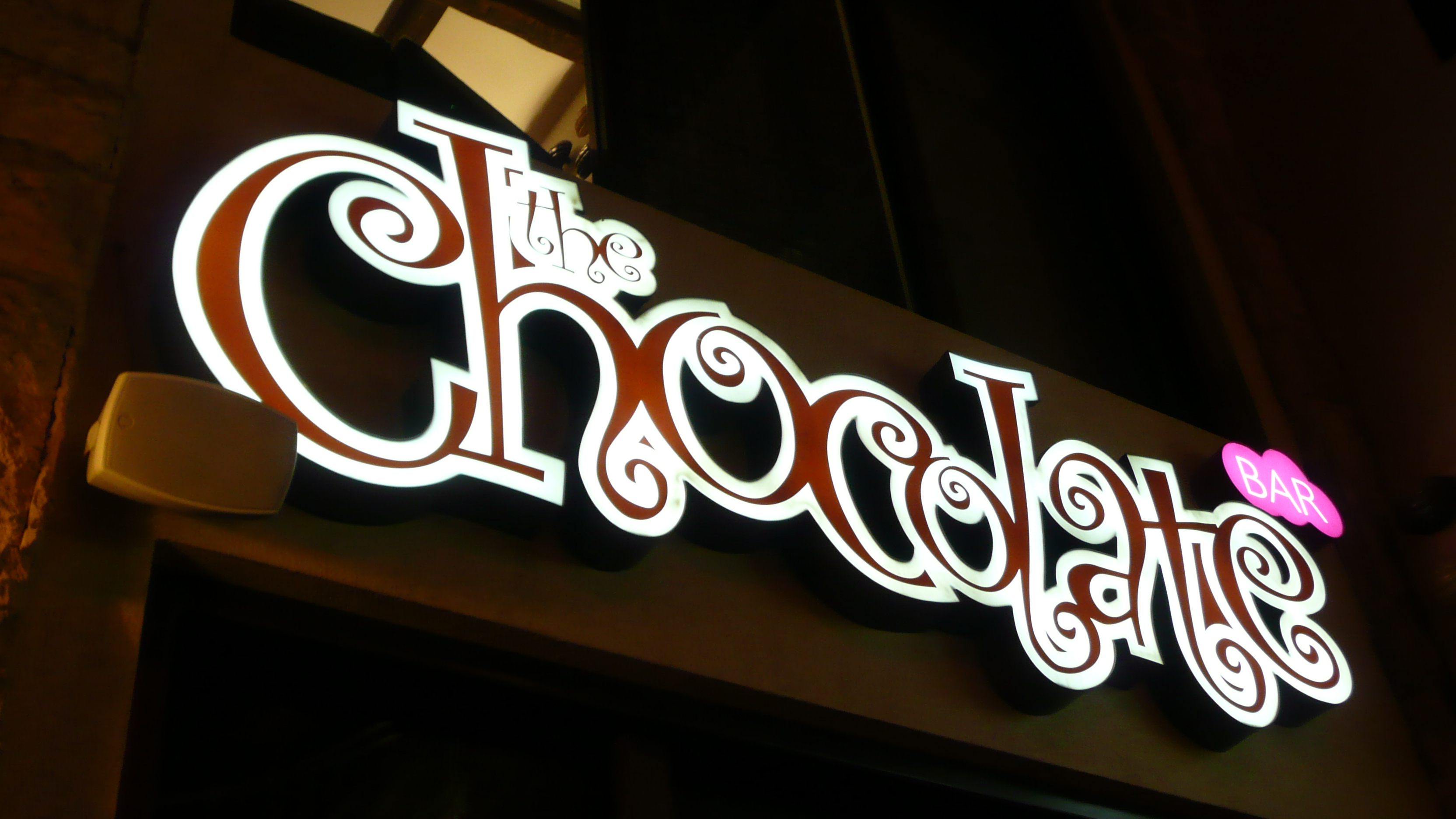
شعار تشوكليت بار

| - المتاجر الضخمة: - ديبنهامز - ايكيا - الكترونيات الغانم - كارفور - بروي - إتش أند أم - مانجو - سنتر بوينت - دين أند ديلوكا - ريفا ستور - زارا - نكست - ديور - فندي - اون تايم - فيكتوريا سيكريت | - المطاعم: - شهريار - طربوش - الحمراء - كاشونه البيت - بيتزا هت - ليلى من لبنان - سوتش - اوليف جاردن - كاتس - الكلحه - تي جي آي فرايديز - بيتزا اكسبرس - ذا تشيز كيك فاكتوري - تشيليز - ناندوز - أبل بيز - لينوتر - جوني روكيتس - ماكدونالدز - برجر كنج - كنتاكي - هارديز - دجاج نايف - البيك - اليفشن برجر - شيك شاك | - المقاهي: - ستاربكس - لينوز كافيه - كاريبو كافيه - كولومبوس - تشوكليت بار - كريسبي كريم دونتس - بابا روتي |

## المهرجانات والفعاليات
يمتاز مجمع الأفنيوز عن غيره من المجمعات التقليدية في دولة الكويت بتنظيمه لانشطة وفعاليات بين حين وآخر. بعض تلك المهرجانات التي قام باحتضانها: الاسبوع الفرنسي، الاسبوع اللبناني ، اسبوع الورد برعاية منظمة الهلال الأحمر... وغيرها من الفعاليات والانشطة العديدة والمتواجده طوال أيام السنة.

## وصلات خارجية
- الموقع الرسمي لمجمع الأفنيوز
- خريطة تفاعلية لمجمع الأفنيوز